# Bruce Castor
Bruce Lee Castor Jr. (Municipio de Abington, 24 de octubre de 1961) es un abogado y expolítico estadounidense. Miembro del Partido Republicano, fue designado como el primer procurador general de Pensilvania en marzo de 2016, y también como primer fiscal general adjunto en julio siguiente. Castor se convirtió en fiscal general interino menos de un mes después. Lideró la defensa del segundo proceso de destitución de Donald Trump junto con el abogado David Schoen.

## Carrera profesional

### Fiscal de distrito del condado de Montgomery
Después de servir en el cargo desde 1985, Castor fue elegido fiscal de distrito en dos ocasiones para el condado de Montgomery, en el que es residente toda su vida, y asumió el cargo en enero de 2000. Después de que terminó su segundo mandato, fue sucedido por Risa Vetri Ferman. Cuando Ferman buscó (y ganó) una elección como jueza en noviembre de 2015, Castor intentó regresar a ese cargo, pero fue derrotado, con su derrota siendo relacionada con su participación en el caso de agresión sexual de Bill Cosby.

#### Caso Bill Cosby
Castor se negó a procesar a Cosby por agresión sexual en 2005 después de que descubrió que «existen pruebas insuficientes, creíbles y admisibles sobre las cuales cualquier cargo contra el Sr. Cosby podría sostenerse más allá de una duda razonable». En noviembre de 2014 y durante las elecciones para fiscal de distrito del condado de Montgomery en noviembre de 2015, la decisión de Castor fue fuertemente criticada, especialmente cuando otras mujeres se presentaron para acusar a Cosby. Castor, sin embargo, evaluó que a ninguna de estas mujeres que conocía en ese momento se le habría permitido testificar, lo que las hace legalmente irrelevantes para la cuestión de si Castor debería haber arrestado a Cosby. En las elecciones para fiscal de distrito de noviembre de 2015, Castor perdió ante el primer asistente de Ferman, Kevin Steele, quien dirigió una campaña de último minuto alegando que Castor debería haber acusado a Cosby por agresión sexual en 2005. Castor respondió que Steele podría haber arrestado al propio Cosby en los años intermedios si creía que existían pruebas creíbles para hacerlo. Una semana antes de las elecciones, Andrea Constand, que había acusado a Cosby de agresión sexual en el condado de Montgomery, demandó a Castor, alegando que la difamó al insinuar que no era creíble. The Washington Post dijo que esta demanda contribuyó a la derrota de Castor.
El 30 de diciembre de 2015, con el plazo de prescripción de la causa a punto de expirar, Cosby fue acusado de agresión sexual grave. En una audiencia preliminar el 2 de febrero de 2016, Castor testificó que hizo la promesa de nunca procesar a Cosby por el incidente, pero el juez Steven T. O'Neill dictaminó que la promesa no era legalmente vinculante para el fiscal de distrito actual y ordenó que el proceso penal proceda. O'Neill descubrió además que solo la palabra de Castor y ninguna otra evidencia respaldaba su afirmación y que el trato nunca había sido conmemorado por escrito, y Castor, en última instancia, no era un testigo creíble. En noviembre de 2017, Castor demandó a Costand y sus abogados por difamación, alegando que la demanda y su oportunidad fueron represalias y arruinaron su carrera política. En 2017, Cosby fue juzgado, pero el juicio terminó en un jurado colgado con jurados incapaces de ponerse de acuerdo sobre la culpabilidad de Cosby más allá de una duda razonable, como Castor había predicho en 2005 que sucedería si hubiera elegido acusar a Cosby. Sin embargo, en el nuevo juicio de Cosby fue declarado culpable de los tres cargos y fue condenado a cumplir de 3 a 10 años de prisión.

### Elecciones para fiscal general estatal
Castor se postuló para la nominación republicana para fiscal general de Pensilvania en 2004 contra el republicano Tom Corbett. Furioso por haber perdido el respaldo de los presidentes republicanos del sureste, Castor atacó a Corbett ya los presidentes del condado con acusaciones de acuerdos secretos con Bob Asher, el miembro del comité nacional del Partido Republicano del estado. Castor y Asher habían peleado durante varios años debido a las condenas por delitos graves anteriores de Asher por perjurio, soborno, crimen organizado y conspiración en 1986 en el contexto de un escándalo de corrupción política que también involucró al Tesorero del Estado, Budd Dwyer, lo que llevó al suicidio de Dwyer en una conferencia de prensa antes de su sentencia. Asher había sido presidente del Partido Republicano estatal durante el escándalo y fue condenado por participar en el soborno de Dwyer. El pasado criminal de Asher, relacionado con un plan de soborno político mientras era presidente del Partido Republicano en el estado, se convirtió en un tema de campaña para el puesto más alto en el cuplimiento de la ley del estado.
Castor no pudo presentar pruebas de ninguna conspiración en su contra y se postuló sin el respaldo del partido en todos los condados menos dos, su base de operaciones en el condado de Montgomery y el condado de Monroe. Castor perdió 52,8% a 47,2%, a pesar de ganar abrumadoramente los mismos condados del sureste cuyos presidentes lo habían repudiado, y su casa en el condado de Montgomery, donde obtuvo casi el 82,5% de los votos.

### Práctica privada
Cuando expiró su mandato como fiscal de distrito en enero de 2008, Castor ocupó un puesto en la firma de litigios Elliott, Greenleaf & Siedzikowski en Blue Bell, Pensilvania, como accionista y director. Uno de sus clientes notables fue el jugador de baloncesto profesional Marko Jarić de los Memphis Grizzlies, quien fue acusado de agresión sexual en Filadelfia. Jarić no fue acusado en el caso. En 2009, Castor representó a Mark Sargent, quien fue investigado (pero no acusado) por patrocinar un burdel mientras se desempeñaba como decano de la Escuela de Derecho de la Universidad Villanova. En 2010, Castor representó a su exjefe, el abogado Michael D. Marino, cuyo sobrino disparó y mató accidentalmente a un hombre mientras cazaba. Marino, un exfiscal del condado de Montgomery, estaba presente cuando ocurrió el tiroteo, a pesar de saber que su sobrino tenía prohibido poseer y usar armas de fuego debido a una condena previa por delito grave. Marino no fue acusado en el caso. El 1 de julio de 2013, Castor se unió al bufete de abogados Rogers & Associates (posteriormente rebautizado como Rogers Castor) como abogado de litigios civiles en Ardmore, Pensilvania, con el excomisionado de Lower Merion y excandidato republicano al senado estatal, Lance Rogers. Castor y Rogers Castor, rebautizados como Rogers Counsel, se separaron el 31 de diciembre de 2020, y Castor se unió al bufete de abogados de lesiones personales de van der Veen, O'Neill, Hartshorn & Levin. En 2017, Castor dirigió la investigación sobre la muerte de Tim Piazza en la Universidad Estatal de Pensilvania.

### Comisionado del condado de Montgomery
En 2007, Castor desafió al comisionado titular del condado Tom Ellis, un antiguo amigo que había presidido las campañas de Castor en 1999 y 2003 pero respaldó a Corbett en 2004. Al principio de la campaña, Castor encargó una encuesta que mostraba que Ellis, quien había sido obstaculizado por la prensa negativa en torno a presuntos incidentes de violencia doméstica, perdería en las elecciones generales. Ellis publicó su propia encuesta para tratar de refutar las acusaciones de Castor de que no era elegible. En un campo de seis candidatos, Castor ganó el respaldo del partido en la primera votación, pero su compañera de fórmula preferida, la exrepresentante estatal Melissa Murphy Weber, fue derrotada por estrecho margen por Jim Matthews en la segunda votación.
El 8 de noviembre de 2011, el representante estatal Josh Shapiro, la supervisora del municipio de Whitemarsh, Leslie Richards y Castor fueron elegidos, marcando la primera vez en la historia del condado que los demócratas controlaban dos de los tres asientos en la Junta de Comisionados. Shapiro fue elegido presidente por unanimidad por nominación de Castor. Los tres miembros de la comisión notaron más tarde el nivel mejorado de cortesía y funcionalidad en la junta, y Castor expresó su orgullo por trabajar con Shapiro y Richards, a quienes consideraba «honestos». La relación entre los tres comisionados más tarde impulsó a un columnista de The Philadelphia Inquirer a decir que le debía a Castor una disculpa por considerar sus quejas sobre la «pura amargura» de la administración anterior del condado. El 3 de noviembre de 2015, Castor fue derrotado en su esfuerzo por regresar al puesto de fiscal de distrito y Joe Gale fue elegido para suceder a Castor como comisionado del condado. Al retirarse del servicio del condado después de 30 años el 4 de enero de 2016, Castor comenzó a ejercer la abogacía a tiempo completo como abogado litigante. 

### Procurador general y fiscal general interino
El 29 de marzo de 2016, la fiscal general de Pensilvania, Kathleen Kane, anunció sorpresivamente el nombramiento de Castor el 21 de marzo anterior para el puesto recién creado de procurador general de Pensilvania. Al ser citado a la oficina de la fiscal general el 4 de marzo de 2016, sin explicación, Castor se reunió con la fiscal general Kane esperando que ella le pidiera que la representara en forma privada. En cambio, Kane le ofreció el puesto recién creado de procurador general de Pensilvania (más tarde fusionado con el puesto de primer fiscal general adjunto), y Castor aceptó. La medida fue necesaria porque la fiscal general tuvo su licencia para ejercer la abogacía suspendida por parte de la Corte Suprema de Pensilvania. Si bien Castor supuestamente estaba subordinado a Kane en todos los asuntos excepto en la toma de decisiones legales en nombre de Pensilvania, la mayoría de observadores lo consideraron libremente como el fiscal general de facto. Castor se convirtió formalmente en fiscal general interino del estado menos de cinco meses después, el 17 de agosto de 2016, cuando Kane renunció luego de una condena por un delito grave de perjurio en tercer grado y varios delitos menores.
Después de que Castor asumió el cargo de fiscal general interino, fue objeto de críticas, y más tarde esa semana el gobernador demócrata Tom Wolf nominó al inspector general demócrata Bruce Beemer para servir el resto del mandato de Kane. El Senado de Pensilvania confirmó rápidamente la nominación. Después de que Beemer sucedió a Castor como fiscal general, Castor volvió a ser fiscal general adjunto primero y, finalmente, procurador general. 

### Segundo proceso de destitución de Donald Trump
El 31 de enero de 2021, Castor fue designado para liderar el equipo de defensa de Donald Trump para el juicio de su proceso de destitución de 2021, junto con el abogado penalista David Schoen. Los argumentos iniciales de Castor el 9 de febrero de 2021 fueron descritos ampliamente como confusos y ambiguos. Según los informes, Trump estaba «furioso» por la defensa «divagante, casi sonámbula» de Castor. El senador republicano de Texas, John Cornyn, comentó: «El abogado del presidente no ha dejado de divagar» y «He visto a muchos abogados y muchos argumentos, y ese no fue uno de los mejores que he visto». Al concluir el juicio, el Senado votó 57 a 43 a favor de condenar a Trump, pero fue absuelto debido a que la Constitución de los Estados Unidos requiere que dos tercios del Senado deben votar a favor de la condena.